# Ayabonga Sonjica
Ayabonga Sonjica est un boxeur sud-africain né le 27 juin 1991.

## Carrière
Sa carrière amateur est principalement marquée par une médaille de bronze remportée aux Jeux africains de Maputo en 2011 dans la catégorie poids coqs. Qualifié pour les Jeux olympiques de Londres en 2012, il s'incline au premier tour face au boxeur bulgare Detelin Dalakliev.

## Palmarès

### Jeux africains
- Médaille de bronze en -56 kg en 2011 à Maputo, Mozambique.

## Référence
1. ↑  (en) Résultats des Jeux olympiques 2012 (amateur-boxing.strefa.pl)